# La Nova Obrera
La Nova Obrera és una cooperativa de consum fundada l'any 1897 al llavors ja barri de Sants de Barcelona. Els fundadors de la cooperativa eren veïns de la zona més propera a la seva seu històrica, l'actual Carrer Guadiana número 22. Ha estat la cooperativa amb una vida més llarga si bé en l'actualitat, ja no se centra en el consum sinó que es tracta d'una cooperativa cultural i recreativa. La implicació de La Nova Obrera en moviments de caràcter polític es registra ja l'any 1902 quan va participar en el «Segon Congrés Cooperatiu Catalano-Balear».